# Prostitución en Moldavia

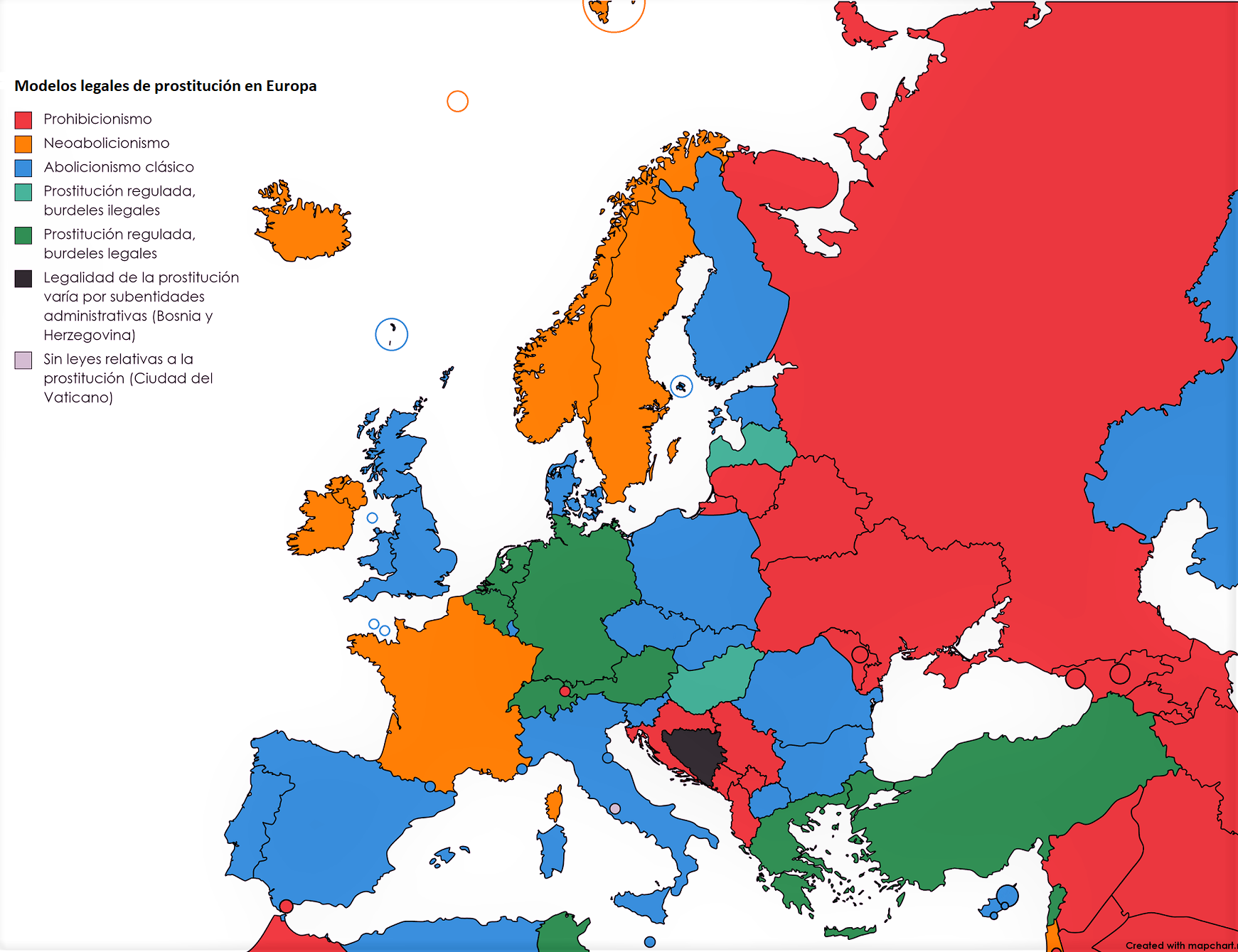
Prostitución en Europa. En rojo, el modelo prohibicionista (venta de prostitución ilegal, compra ilegal o alegal) al que pertenece Moldavia.

La prostitución en Moldavia es ilegal, pero su actividad está extendida y es socialmente aceptada. ONUSIDA estima que hay 12 000 prostitutas en el país.
El capitán de la Policía de la Moral, Vladimir Istrati, ha sido citado diciendo: "La prostitución en Moldavia es un crimen muy bien organizado, en donde existe una estructura de operación, en la que incluye secretario, oficina y propietario". Es difícil presentar una evidencia en contra del secretario/a, porque es muy probable de que oculte su verdadera actividad, ofreciendo servicios exóticos por teléfono. Por otro lado, es más fácil la detención de prostitutas y proxenetas".
La prostitución en Transnistria se sanciona con solo una multa, pero no existe una clausura como lo es en la legislación moldava.

## Nombres locales
Las prostitutas moldavianas son conocidas localmente por una variedad de términos:
- Stradă (trabajadora callejera) - Realizan su servicio en calles y carreteras. Usualmente son alcohólicas o drogadictas.
- Scaun (taburete) - Realizan su servicio en bares y restaurantes.
- Lumânare (vela) - Se posicionan en las esquinas de las principales calles y avenidas de las ciudades.
- Călători (viajeras) - Acompañan a conductores de coches y camiones en sus viajes.
- Prostituate cu acoperiș (prostitutas con un techo) - Realizan su servicio en casas particulares.
- Interdevochka (entre chicas) - Trabajan en hoteles de lujo, especialmente para entretener a clientes extranjeros.

## Historia
La prostitución en Moldavia se registró por primera vez en el siglo II a. C. En el siglo XIX, se detecta la intervención de proxenetas.
La existencia del comercio se negó inicialmente durante la era soviética, y posteriormente fue prohibido el 27 de julio de 1987.
Hasta el 31 de mayo de 2009, el castigo era una multa o arresto administrativo por 30 días, el cual este último puede ser reemplazado por 20 a 40 horas de servicio comunitario.
El 29 de diciembre de 2005, se decidió que las sanciones no podrán aplicarse a víctimas de trata; La nueva ley "Sobre Delitos" dio a esta regla una redacción más amplia: "una persona que se dedica a la prostitución en contra de su voluntad".

## Tráfico sexual
Dado que es el país más pobre de Europa, es el principal exportador de tráfico humano para el comercio sexual.
La CIA considera la trata de personas, como uno de los principales delitos de Moldavia. Los traficantes de personas reclutan principalmente a mujeres de pueblos pobres. Las mujeres y niños son traficados para su explotación sexual hacia Turquía, Emiratos Árabes Unidos, Ucrania, Rusia, Chipre, Grecia, Albania, Rumania, Hungría, Eslovaquia, República Checa, Austria, Francia, Italia, y Portugal. El informe anual sobre los derechos humanos del país, realizado por el Departamento de Estado de los Estados Unidos señala que los funcionarios de gobierno y las fuerzas del orden moldavas han sido partícipes en la trata de personas.

El Departamento de Estado de los Estados Unidos emitió un informe en 2006, sobre las violaciones a los derechos humanos en Moldavia, declarando:

"Moldavia fue el principal país de origen para mujeres y niños traficados en el extranjero para la prostitución forzada, y para hombres y niños que son traficados hacia Rusia y sus países vecinos para realizar trabajos forzados y ser pordioseros. El país también es una zona tránsito para víctimas de trata desde Ucrania hacia Rumanía. Las mujeres y niñas son traficadas hacia Turquía, Chipre, Italia, Hungría, y los países balcánicos para su prostitución. ONG informaron casos reciente de trata de personas hacia Arabia Saudita y Afganistán. Se dice que las mujeres y niñas son traficadas hacia Italia y Grecia a través de Rumanía, Serbia y Montenegro, y Albania. Según la Organización Internacional para las Migraciones (OIM), las víctimas cada vez más son enviadas hacia Asia, Rusia, Turquía, Europa Occidental, y Oriente Medio. La OIM informó que el país es el principal país de origen de Europa, para mujeres y niños traficados para realizar prostitución forzada."

Las autoridades han intentado concientizar a la población sobre el alcance de este problema, y a principio de la década del 2000, las autoridades lanzaron numerosas campañas de información. Una de ellas consistía en la instalación de vallas publicitarias en las calles de la capital, Chisináu describiendo a una niña agarrada con un enorme puño cerrada, e intercambiara por unos dólares. Al pie de la imagen decía: ''No estás a la venta''.
E. Benjamin Skinner en su libro "A Crime So Monstrous", en la página 156, especula que entre 1991 y 2008, se llegaron a traficar hasta 400 000 mujeres desde Moldavia.
La Oficina de Monitoreo y Combate al Tráfico de Personas del Departamento de Estado de los Estados Unidos, posicionó a Moldavia como un país de 'Nivel 2'.